# Villa La Foce
Villa La Foce si trova in località La Foce a Chianciano Terme, in provincia di Siena.

## Storia e descrizione
La villa, nata su un nucleo cinquecentesco originario, concepito come stazione di posta e osteria, fu acquistata con estese proprietà fondiarie circostanti, dalla famiglia Origo nel 1924. La marchesa Iris Origo commissionò al noto paesaggista Cecil Pinsent varie sistemazioni paesaggistiche visibili dalla villa, come una schermatura di cipressi dai forti venti che sferzavano la proprietà, in origine piuttosto desolata, e infine il giardino della villa stessa, con l'intento di conferirle un ruolo d'abitazione patrizia, in analogia ad altre importanti dimore storiche del fiorentino e del senese. Cosicché la Foce, peraltro una fattoria moderna, ispirata da principi illuminati, costituisce un più recente, e fresco esempio, nel solco delle più importanti realizzazioni rinascimentali e barocche di giardino all'italiana.
Il giardino, che si compone di tre gradoni separati, posti a diverse quote, venne realizzato tra il 1924 e il 1939 in fasi successive, senza perdere la sua unitarietà compositiva. La parte adiacente alla villa è sistemata su due livelli: quello inferiore, più semplice, è racchiuso tra alte siepi di alloro e decorato da piedistalli porta-limoni; quello superiore, è caratterizzato da doppie aiuole di bosso, che si compongono in un ottagono, al cui centro è ubicata una fontana in travertino raffigurante due pesci che reggono una vasca con la coda. 
Sui due lati, che coincidono con l'edificio, è posto un pergolato di glicine sorretto da colonne in pietra, mentre in posizione diametralmente opposta è collocata una grotta vegetale con essenze miste d'alloro e leccio. Da questo primo settore si accede, tramite uno stretto passaggio tra pilastri sormontati da due vasi baccellati, simili a quelli che si trovano lungo il muro di cinta, al giardino dei limoni (iniziato nel 1933). Questa parte si sviluppa in terrazzamenti trasversali che seguono le pendenza del terreno verso la collina, ribaltando il classico schema dei terrazzamenti digradanti lungo l'asse di simmetria. Aiuole, bordate da compatte siepi di bosso modellato con semisfere negli angoli e ornate da vasi di limoni, seguono l'andamento del terreno. 
Un elemento architettonico, se si esclude il piccolo pergolato addossato al muro dello stretto giardino di rose, è la scala che conduce al vialetto di glicine e prosegue fino ad un viale di cipressi che termina nel bosco. Il giardino di rose, composto da piccole aiuole con disegni geometrici, è delimitato da due bordure di cui una di lavanda e una di perenni. 
Nel 1938 venne realizzato il gradone inferiore del giardino, collegato a quello dei limoni tramite un alto e scenografico scalone a doppia rampa in travertino. Sotto lo scalone, ornato da vasi, obelischi e da una balaustra pilastrata, si apre al centro una grotta, denominata grotta azzurra, all'interno della quale si trovano sette nicchie. 
Questo parte del giardino formale, racchiuso da una quinta di cipressi, che cita la soluzione recente del giardino della villa della Gamberaia, è composto da aiuole bordate da siepi di bosso(entro le quali erano piantate grandi magnolie), che convergono verso un punto focale, una vasca alle cui spalle è collocata una panchina, in travertino di Rapolano, ornata da una statua che rappresenta la Natura che porta sulle spalle i doni della terra. In connessione della panchina c'è un varco nella quinta di cipressi potati, aperto sul paesaggio.
Al margine del percorso all'interno del bosco, intervallato da altre panchine atte ad ammirare il paesaggio, è situato un piccolo cimitero, all'interno del quale è posta una piccola cappella in travertino, abbellita da una serliana.